# 가야키촌
가야키촌(蚊焼村)은 나가사키현 니시소노기군에 있던 촌이다. 에도시대 후기부터 귤의 생산지로 이기리키 귤이 유명하며, 1955년에 동쪽 이웃의 가와하라촌 및 다메이시촌과 합병하여 미와정이 되었다.

## 역사
- 1889년 4월 1일 - 정촌제 시행에 의해 니시소노기군 가야키촌이 성립하였다.
- 1955년 2월 11일 - 가야키촌, 다메이시촌과 합병, 정으로 승격해 미와정이 성립하여, 다메이시촌은 지자체로서는 소멸하였다.

## 참고문헌
- 角川日本地名大辞典 42 長崎県
- 西彼杵郡現勢一班「蚊燒村現勢概要」（1926年）国立国会図書館デジタルコレクション